# Lista siturilor arheologice din județul Iași - T
Lista siturilor arheologice din județul Iași - T conține toate siturile arheologice din județul Iași înscrise în Repertoriul Arheologic Național (RAN) și aflate în localități al căror nume începe cu litera T. RAN este administrat de Ministerul Culturii și Patrimoniului Național și cuprinde date științifice, cartografice, topografice, imagini și planuri, precum și orice alte informații privitoare la zonele cu potențial arheologic, studiate sau nu, încă existente sau dispărute.
Puteți căuta un sit din localitățile care încep cu litera T folosind formularul de mai jos sau puteți naviga prin toate siturile din județ la Lista siturilor arheologice din județul Iași.
| Cod RAN                                  | Denumire | Localitate                      | Adresă                                       | Datare                       | Descoperit                   | Coordonate                                    | Imagine           | Erori            |
| ---------------------------------------- | --- | ------------------------------- | -------------------------------------------- | ---------------------------- | ---------------------------- | --------------------------------------------- | ----------------- | ---------------- |
| 99548.01.01 (Cod LMI: IS-I-m-B-03669.02) | Situl arheologic de la Todirești- "La Șanțuri" / ansamblu anonim (Categorie: locuire civilă) (Tip: Fortificație)   | sat Todirești, comuna Todirești | La Șanțuri                                   | Cucuteni - A                 |                              |                                               | Încărcați imagine | Raportați eroare |
| 99548.01.02 (Cod LMI: IS-I-m-B-03669.01) | Situl arheologic de la Todirești- "La Șanțuri" / ansamblu anonim (Categorie: locuire civilă) (Tip: Fortificație)   | sat Todirești, comuna Todirești | La Șanțuri                                   | geto-dacică                  |                              |                                               | Încărcați imagine | Raportați eroare |
| 95300.01.01 (Cod LMI: IS-I-m-B-03670.06) | Situl arheologic de la Tomești - "Dealul Doamnei" / ansamblu anonim (Categorie: locuire civilă) (Tip: Așezare)     | sat Tomești, comuna Tomești     | Dealul Doamnei                               |                              |                              |                                               | Încărcați imagine | Raportați eroare |
| 95300.01.02 (Cod LMI: IS-I-s-B-03670)    | Situl arheologic de la Tomești - "Dealul Doamnei" / ansamblu anonim (Categorie: locuire civilă) (Tip: Așezare)     | sat Tomești, comuna Tomești     | Dealul Doamnei                               | Noua                         |                              |                                               | Încărcați imagine | Raportați eroare |
| 95300.01.03 (Cod LMI: IS-I-s-B-03670)    | Situl arheologic de la Tomești - "Dealul Doamnei" / ansamblu anonim (Categorie: locuire civilă) (Tip: Așezare)     | sat Tomești, comuna Tomești     | Dealul Doamnei                               | sec. VIII - X                |                              |                                               | Încărcați imagine | Raportați eroare |
| 95300.01.04 (Cod LMI: IS-I-s-B-03670)    | Situl arheologic de la Tomești - "Dealul Doamnei" / ansamblu anonim (Categorie: locuire civilă) (Tip: Așezare)     | sat Tomești, comuna Tomești     | Dealul Doamnei                               | sec. X - XI                  |                              |                                               | Încărcați imagine | Raportați eroare |
| 95300.01.05 (Cod LMI: IS-I-s-B-03670)    | Situl arheologic de la Tomești - "Dealul Doamnei" / ansamblu anonim (Categorie: locuire civilă) (Tip: Așezare)     | sat Tomești, comuna Tomești     | Dealul Doamnei                               | sec. XVI - XVII              |                              |                                               | Încărcați imagine | Raportați eroare |
| 95300.01.06 (Cod LMI: IS-I-m-B-03670.02) | Situl arheologic de la Tomești - "Dealul Doamnei" / ansamblu anonim (Categorie: locuire civilă) (Tip: Așezare)     | sat Tomești, comuna Tomești     | Dealul Doamnei                               | sec.V                        |                              |                                               | Încărcați imagine | Raportați eroare |
| 99619.01.01 (Cod LMI: IS-I-s-B-03672)    | Situl arheologic de la Trifești - "Dealul Curții" / ansamblu anonim (Categorie: locuire civilă) (Tip: Așezare)     | sat Trifești, comuna Trifești   | Dealul Curții                                | gravettian                   |                              |                                               | Încărcați imagine | Raportați eroare |
| 99619.01.02 (Cod LMI: IS-I-s-B-03672)    | Situl arheologic de la Trifești - "Dealul Curții" / ansamblu anonim (Categorie: locuire civilă) (Tip: Așezare)     | sat Trifești, comuna Trifești   | Dealul Curții                                | Cucuteni - B                 |                              |                                               | Încărcați imagine | Raportați eroare |
| 99619.01.03 (Cod LMI: IS-I-s-B-03672)    | Situl arheologic de la Trifești - "Dealul Curții" / ansamblu anonim (Categorie: locuire civilă) (Tip: Așezare)     | sat Trifești, comuna Trifești   | Dealul Curții                                | sec. IV - V                  |                              |                                               | Încărcați imagine | Raportați eroare |
| 99619.01.04 (Cod LMI: IS-I-s-B-03672)    | Situl arheologic de la Trifești - "Dealul Curții" / ansamblu anonim (Categorie: locuire civilă) (Tip: Așezare)     | sat Trifești, comuna Trifești   | Dealul Curții                                | sec. XII - XIII              |                              |                                               | Încărcați imagine | Raportați eroare |
| 99619.01.05 (Cod LMI: IS-I-s-B-03672)    | Situl arheologic de la Trifești - "Dealul Curții" / ansamblu anonim (Categorie: locuire civilă) (Tip: Așezare)     | sat Trifești, comuna Trifești   | Dealul Curții                                | sec. XIV-XV                  |                              |                                               | Încărcați imagine | Raportați eroare |
| 99169.01.06 (Cod LMI: IS-I-s-B-03672)    | Situl arheologic de la Trifești - "Dealul Curții" / ansamblu anonim (Categorie: locuire civilă) (Tip: Așezare)     | sat Trifești, comuna Trifești   | Dealul Curții                                | sec-XVI-XVII                 |                              |                                               | Încărcați imagine | Raportați eroare |
| 99619.02.01 (Cod LMI: IS-I-m-B-03673.03) | Situl arheologic de la Trifești - "La Curte" / ansamblu anonim (Categorie: locuire) (Tip: Așezare)                 | sat Trifești, comuna Trifești   | La Curte, La Margine                         |                              |                              |                                               | Încărcați imagine | Raportați eroare |
| 99619.02.02 (Cod LMI: IS-I-m-B-03673.04) | Situl arheologic de la Trifești - "La Curte" / ansamblu anonim (Categorie: locuire) (Tip: Necropolă)               | sat Trifești, comuna Trifești   | La Curte, La Margine                         |                              |                              |                                               | Încărcați imagine | Raportați eroare |
| 99619.02.03 (Cod LMI: IS-I-m-B-03673.02) | Situl arheologic de la Trifești - "La Curte" / ansamblu anonim (Categorie: locuire) (Tip: Așezare)                 | sat Trifești, comuna Trifești   | La Curte, La Margine                         | sec. VI - VII, sec. VIII - X |                              |                                               | Încărcați imagine | Raportați eroare |
| 99619.02.04 (Cod LMI: IS-I-m-B-03673.01) | Situl arheologic de la Trifești - "La Curte" / ansamblu anonim (Categorie: locuire) (Tip: Așezare)                 | sat Trifești, comuna Trifești   | La Curte, La Margine                         | sec. X-XIII                  |                              |                                               | Încărcați imagine | Raportați eroare |
| 95480.01.01                              | Așezarea neolitică de la Târgu Frumos - "Baza Pătule" / ansamblu anonim (Categorie: locuire civilă) (Tip: Așezare) | oraș Târgu Frumos               | Str.Ștefan cel Mare nr.25, punct Baza Pătule | Precucuteni - III            | 1990                         | 47°13′21″N 27°01′00″E / 47.2225°N 27.01667°E  | Încărcați imagine | Raportați eroare |
| 95480.02.01 (Cod LMI: IS-II-m-B-04082)   | Biserica Sf. Paraschiva de la Târgu Frumos / ansamblu anonim (Categorie: construcție de cult) (Tip: biserică)      | oraș Târgu Frumos               | Pasajul Trianon 1, punct Sf. Paraschiva      |                              |                              | 47°10′04″N 27°34′48″E / 47.1677°N 27.58°E     | Încărcați imagine | Raportați eroare |
| 99169.03.01                              | Așezarea de la Trifești / ansamblu anonim (Categorie: locuire) (Tip: Așezare)                                      | sat Trifești, comuna Trifești   |                                              | Precucuteni - II             |                              |                                               | Încărcați imagine | Raportați eroare |
| 99169.03.02                              | Așezarea de la Trifești / ansamblu anonim (Categorie: locuire) (Tip: Așezare)                                      | sat Trifești, comuna Trifești   |                                              | Cozia                        |                              |                                               | Încărcați imagine | Raportați eroare |
| 99995.01.01 (Cod LMI: IS-I-s-B-03671)    | Situl arheologic de la Topile - Dealul Catargii / ansamblu anonim (Categorie: locuire civilă) (Tip: Așezare)       | sat Topile, comuna Valea Seacă  | Dealul Catargii                              | Gravettian final             | prof. V. Mihalache 1966-1968 | 47°16′15″N 26°39′50″E / 47.27084°N 26.66389°E | Încărcați imagine | Raportați eroare |
| 99995.01.02 (Cod LMI: IS-I-s-B-03671)    | Situl arheologic de la Topile - Dealul Catargii / ansamblu anonim (Categorie: locuire civilă) (Tip: Așezare)       | sat Topile, comuna Valea Seacă  | Dealul Catargii                              | Horodiștea - Erbiceni        | prof. V. Mihalache 1966-1968 | 47°16′15″N 26°39′50″E / 47.27084°N 26.66389°E | Încărcați imagine | Raportați eroare |
| 99995.01.03 (Cod LMI: IS-I-s-B-03671)    | Situl arheologic de la Topile - Dealul Catargii / ansamblu Castrul Mic (Categorie: locuire civilă) (Tip: Castru)   | sat Topile, comuna Valea Seacă  | Dealul Catargii                              | înc. sec. II                 | prof. V. Mihalache 1966-1968 | 47°16′15″N 26°39′50″E / 47.27084°N 26.66389°E | Încărcați imagine | Raportați eroare |
| 99995.01.04 (Cod LMI: IS-I-s-B-03671)    | Situl arheologic de la Topile - Dealul Catargii / ansamblu Castrul Mare (Categorie: locuire civilă) (Tip: Castru)  | sat Topile, comuna Valea Seacă  | Dealul Catargii                              | sf. sec. II - înc. sec. III  | prof. V. Mihalache 1966-1968 | 47°16′15″N 26°39′50″E / 47.27084°N 26.66389°E | Încărcați imagine | Raportați eroare |